# Släthuvad djuphavsfisk
Släthuvad djuphavsfisk (Alepocephalus rostratus) är en fiskart som beskrevs av Risso 1820. Släthuvad djuphavsfisk ingår i släktet Alepocephalus och familjen Alepocephalidae. Inga underarter finns listade i Catalogue of Life.